# Capilla del Señor
Capilla del Señor è una località dell'Argentina situata nella parte nord-orientale della provincia di Buenos Aires, capoluogo del partido di Exaltación de la Cruz. Si trova a 82 km da Buenos Aires, a 24 km da Zárate, a 27 km da Pilar, a 30 km da Campana e Luján, a 47 km da San Antonio de Areco e a 49 km da San Andrés de Giles.

## Storia
Nel 1580 Juan de Garay, proveniente da Asunción, rifondò Buenos Aires per riaffermare i diritti della Corona Spagnola rispetto alle intenzioni espansionistiche portoghesi nella zona; una delle misure adottate per difendere il territorio fu la distribuzione delle terre il 24 ottobre di quell´anno tra i nuclei familiari dei 25 uomini che l'avevano accompagnato nell'impresa.
Nel 1614 la Compagnia di Gesù si stabilì nel territorio dei futuri distretti di Zárate e Exaltación de la Cruz, dando inizio alle prime attività di allevamento e al controllo delle merci provenienti da nord; oltre a questo, i gesuiti fondarono un porto e una scuola.
Nel 1730 il proprietario terriero Francisco Casco de Mendoza fece costruire sulla sponda del torrente chiamato Arroyo de la Cruz, nei suoi possedimenti, una cappella devotiva. Il 14 settembre 1835, giorno dedicato all'Esaltazione della Santa Croce, le attività ecclesiastiche liberarono la cappella al culto pubblico; tra il 1750 e il 1760 si costituì un villaggio attorno all'oratorio.